# Villa Mordoch
Villa Mordoch è una storica residenza art nouveau della città di Salonicco in Grecia.

## Storia
La villa venne eretta nel 1905 secondo il progetto dell'architetto Xenophon Paionidis per Seifoulach Pasha. Passò quindi a Samuel Mordoch, del quale prese il nome.
L'edificio ospita oggi degli uffici pubblici della municipalità di Salonicco.

## Descrizione
L'edificio presenta uno stile eclettico in cui elementi neoclassici, barocchi e art nouveau coesistono armoniosamente.

## Galleria d'immagini

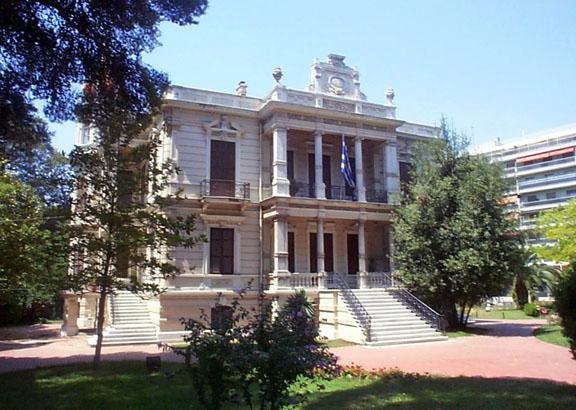